# Caio César
Caio César da Silva Silveira (sinh ngày 27 tháng 7 năm 1995), thường được gọi là Caio César, là một cầu thủ bóng đá chuyên nghiệp người Brasil, chơi ở vị trí tiền vệ cho câu lạc bộ Thép Xanh Nam Định tại Giải bóng đá Vô địch Quốc gia.

## Sự nghiệp
Caio César từng chơi bóng ở cả Série A và Série B hai giải đấu hàng đầu của Brasil. Anh cũng có thời gian dài khoác áo Kawasaki Frontale và V-Varen Nagasaki của Nhật Bản.
Ngày 16 tháng 8 năm 2024, Caio César chuyển đến câu lạc bộ Thép Xanh Nam Định tại V.League 1. Anh ra mắt câu lạc bộ vào ngày 31 tháng 8, cùng các đồng đội đánh bại Đông Á Thanh Hóa 3–0 để đoạt Siêu cúp Quốc gia.

## Thống kê sự nghiệp
Tính đến ngày 31 tháng 8 năm 2024
| Câu lạc bộ         | Mùa giải       | Giải đấu       | Giải đấu | Giải đấu | Giải bang | Giải bang | Cúp  | Cúp | Châu lục | Châu lục | Khác | Khác | Tổng | Tổng |
| Câu lạc bộ         | Mùa giải       | Hạng           | Trận     | Bàn      | Trận      | Bàn       | Trận | Bàn | Trận     | Bàn      | Trận | Bàn  | Trận | Bàn  |
| ------------------ | -------------- | -------------- | -------- | -------- | --------- | --------- | ---- | --- | -------- | -------- | ---- | ---- | ---- | ---- |
| Vila Nova          | 2014           | Série B        | 4        | 0        | 2         | 0         | —    | —   | —        | —        | —    | —    | 6    | 0    |
| Avaí               | 2016           | Serie B        | 18       | 0        | 15        | 0         | 0    | 0   | —        | —        | 2    | 0    | 35   | 0    |
| Avaí               | 2017           | Série A        | 2        | 0        | 13        | 0         | 2    | 0   | —        | —        | 3    | 0    | 20   | 0    |
| Avaí               | Tổng cộng      | Tổng cộng      | 20       | 0        | 28        | 0         | 2    | 0   | 0        | 0        | 5    | 0    | 55   | 0    |
| Tombense           | 2018           | Série C        | 14       | 3        | 11        | 0         | —    | —   | —        | —        | —    | —    | 25   | 3    |
| Kawasaki Frontale  | 2018           | J1 League      | 0        | 0        | —         | —         | 0    | 0   | 0        | 0        | 0    | 0    | 0    | 0    |
| Kawasaki Frontale  | 2019           | J1 League      | 1        | 0        | —         | —         | —    | —   | 1        | 0        | 0    | 0    | 2    | 0    |
| Kawasaki Frontale  | Tổng cộng      | Tổng cộng      | 1        | 0        | 0         | 0         | 0    | 0   | 1        | 0        | 0    | 0    | 2    | 0    |
| V-Varen Nagasaki   | 2019           | J2 League      | 17       | 0        | —         | —         | 1    | 0   | —        | —        | —    | —    | 18   | 0    |
| V-Varen Nagasaki   | 2020           | J2 League      | 40       | 6        | —         | —         | —    | —   | —        | —        | —    | —    | 40   | 6    |
| V-Varen Nagasaki   | 2021           | J2 League      | 40       | 4        | —         | —         | 1    | 0   | —        | —        | —    | —    | 41   | 4    |
| V-Varen Nagasaki   | 2022           | J2 League      | 35       | 1        | —         | —         | 3    | 0   | —        | —        | —    | —    | 38   | 1    |
| V-Varen Nagasaki   | 2023           | J2 League      | 34       | 2        | —         | —         | 1    | 0   | —        | —        | —    | —    | 35   | 2    |
| V-Varen Nagasaki   | Tổng cộng      | Tổng cộng      | 166      | 13       | 0         | 0         | 6    | 0   | 0        | 0        | 0    | 0    | 172  | 13   |
| CRB                | 2024           | Serie B        | 13       | 0        | 4         | 0         | 4    | 0   | —        | —        | 6    | 1    | 27   | 1    |
| Thép Xanh Nam Định | 2024–25        | V.League 1     | 0        | 0        | —         | —         | 0    | 0   | 0        | 0        | 1    | 0    | 1    | 0    |
| Tổng sự nghiệp     | Tổng sự nghiệp | Tổng sự nghiệp | 218      | 16       | 45        | 0         | 12   | 0   | 1        | 0        | 12   | 1    | 288  | 17   |

1. 1 2  Ra sân tại Primeira Liga
2. ↑  Ra sân tại AFC Champions League
3. ↑  Ra sân tại Copa do Nordeste
4. ↑  Ra sân tại Siêu cúp Quốc gia